# Phare de Biarritz
Le phare de Biarritz est situé dans le département français des Pyrénées-Atlantiques en région Nouvelle-Aquitaine, sur le territoire de la ville de Biarritz, plus précisément à la pointe Saint-Martin, un escarpement rocheux dominant la ville.

## Présentation
Cet établissement de signalisation maritime, imaginé par la commission du service des phares et balises en 1825, est construit à partir de 1830 et guide les navigateurs depuis le 1er février 1834.
Situé sur la pointe Saint-Martin, à 75 mètres d'altitude, le phare présente une hauteur de 47 mètres. L'optique actuelle, constituée de lentilles de Fresnel et d'anneaux catadioptriques est installée en 1904. Elle balaye la nuit de deux éclats lumineux de 10 secondes pour une portée visuelle de 26 milles nautiques (48 km).
Il a la forme d'un fût cylindrique posé sur un soubassement de deux niveaux, à l'origine de forme octogonale puis agrandi en 1950 pour les besoins de l'électrification. Il est automatisé en 1980 et fait l'objet d'une inscription au titre des monuments historiques depuis le 6 novembre 2009.
L'escalier intérieur se compose de 248 marches et le dôme en cuivre est décoré de douze têtes de lion en bronze, toutes différentes, servant de gargouilles.

## Histoire
Le samedi 24 août 2019, le phare accueille un dîner organisé dans le cadre du sommet des chefs d’État ou de gouvernement du G7, rassemblant les présidents français Emmanuel Macron et américain Donald Trump, la chancelière allemande Angela Merkel, ainsi que les premiers ministres du Japon Shinzo Abe, du Royaume-Uni Boris Johnson, du Canada Justin Trudeau, et d’Italie Giuseppe Conte
En 2020, le phare a fait l'objet d'importants travaux — pour un montant de 300 000 euros — pour rénover la salle de la lanterne et son dôme de cuivre et résoudre des problèmes d'infiltration d'eau dans la salle de surveillance. Lors de ces travaux, les baies de la salle de la lanterne, qui étaient en Plexiglas depuis une précédente rénovation et qui étaient devenues moins transparentes, ont été remplacées par des baies en verre.

## Caractéristiques
- Description : tour conique blanche
- Construction : 1830-1832
- Ingénieur : Vionnois
- Entrepreneur : Sorbée
- Architecte : Fresnel Augustin
- Ordre : 1er ordre
- Électrification : 1953
- Nombre de marches : 248
- Hauteur du phare : 47,05 m
- Hauteur au-dessus de la mer : 75 m

## Galeries

La tour
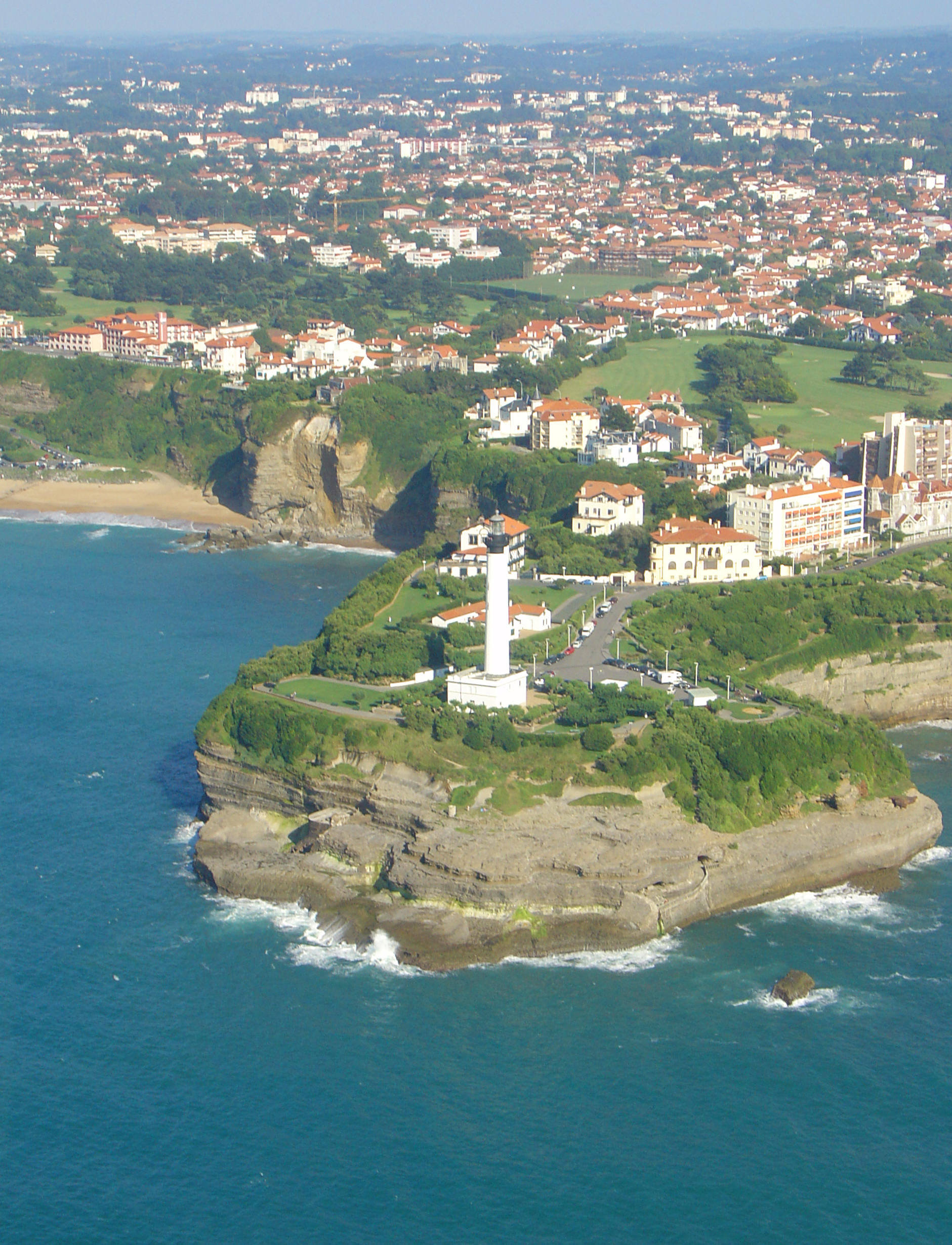
Vue aérienne de la pointe Saint-Martin et du phare de Biarritz.
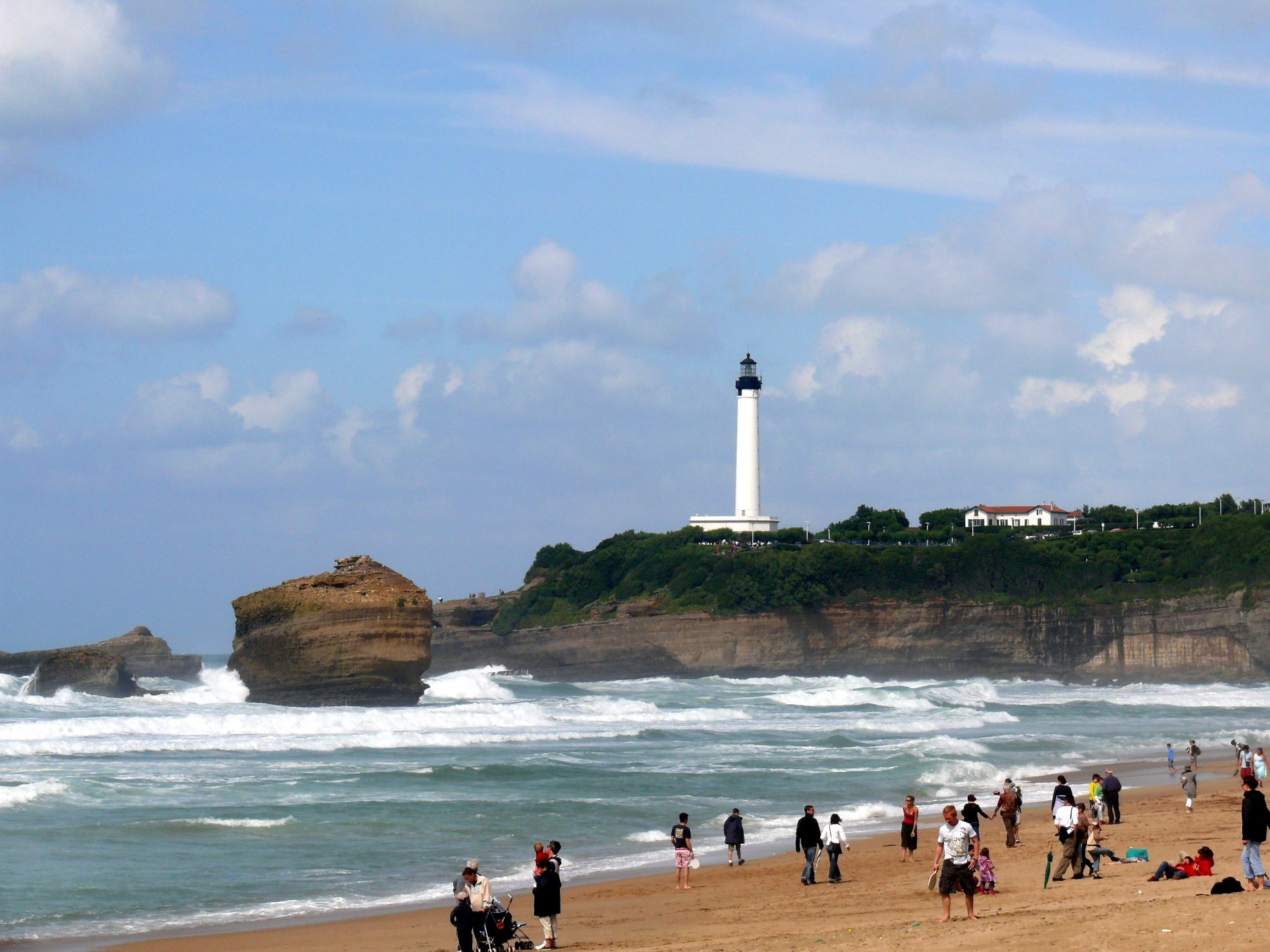
Le phare dominant la pointe Saint-Martin, vu de la grande plage de Biarritz.
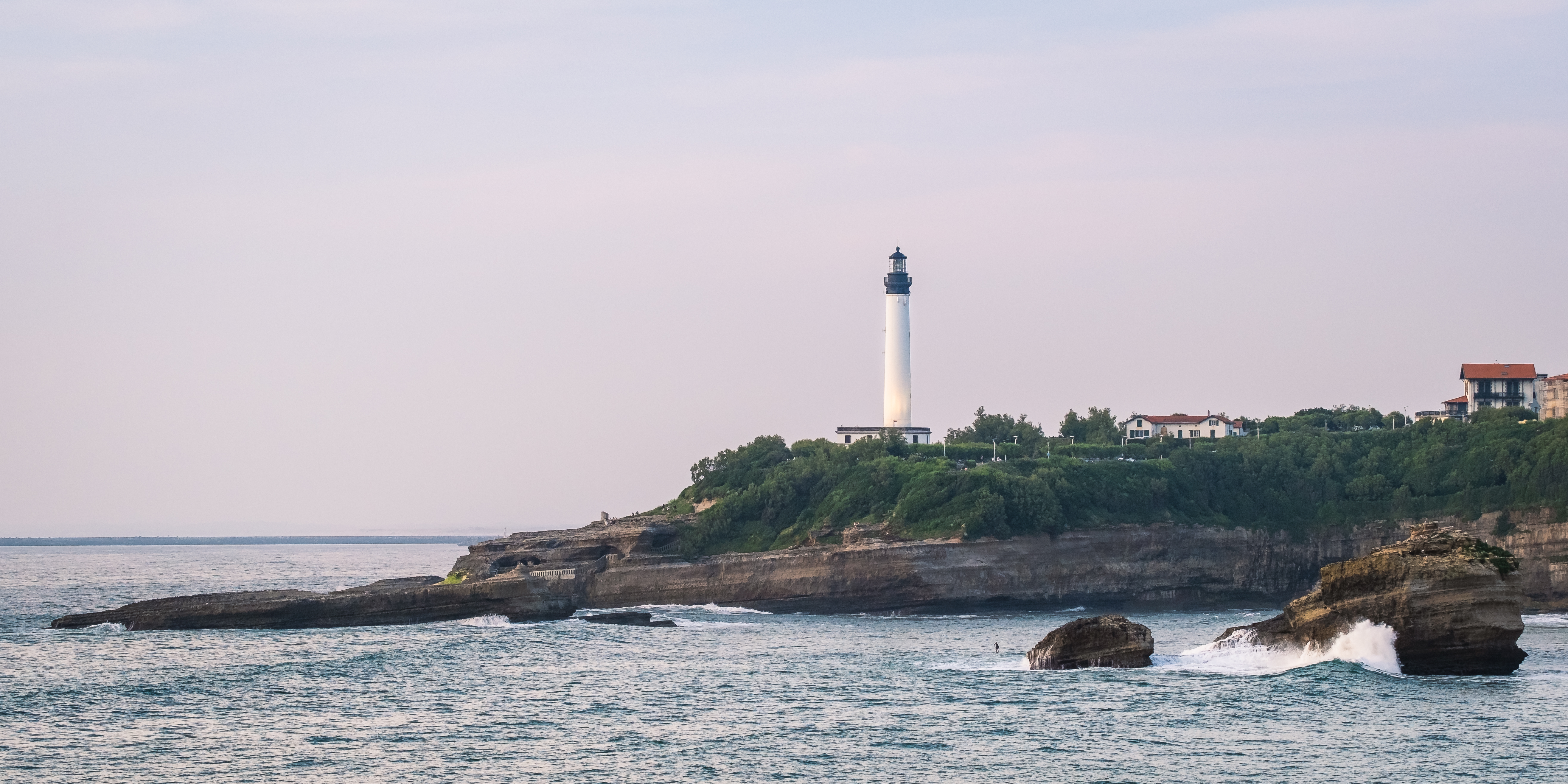
Vu depuis le rocher du Basta.
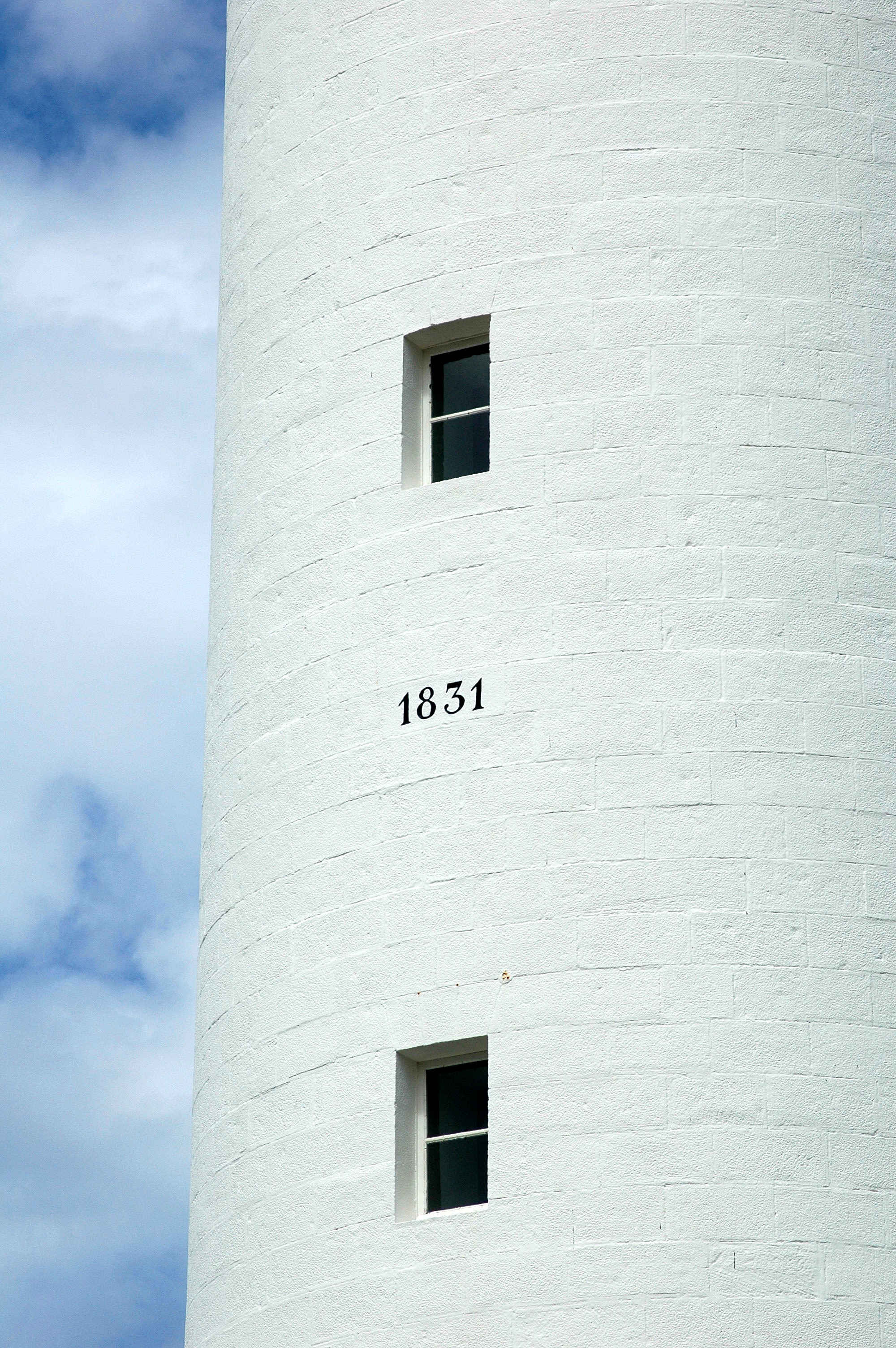
La date « 1831 » sur le phare.

La lanterne
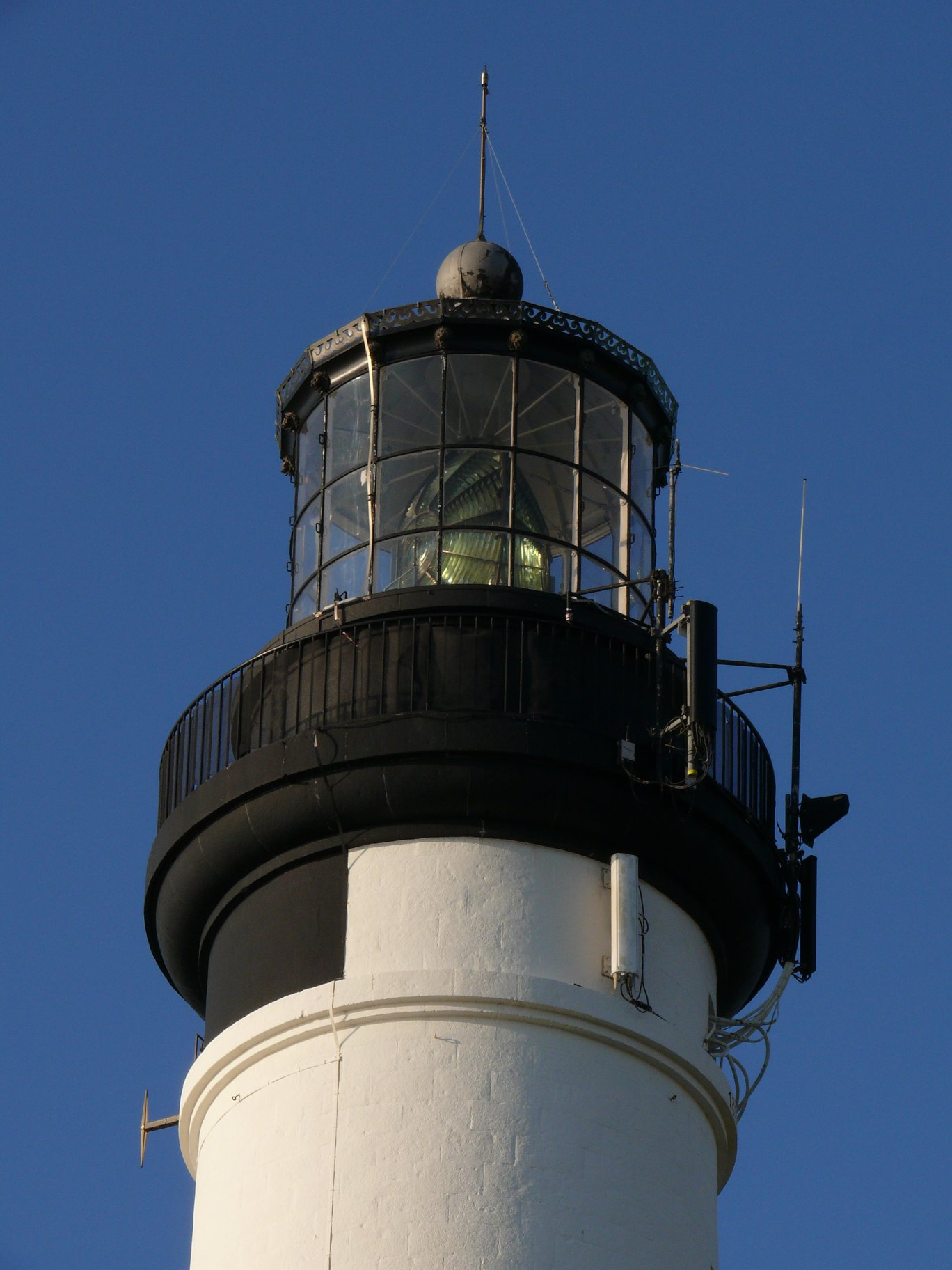
Détail du sommet.
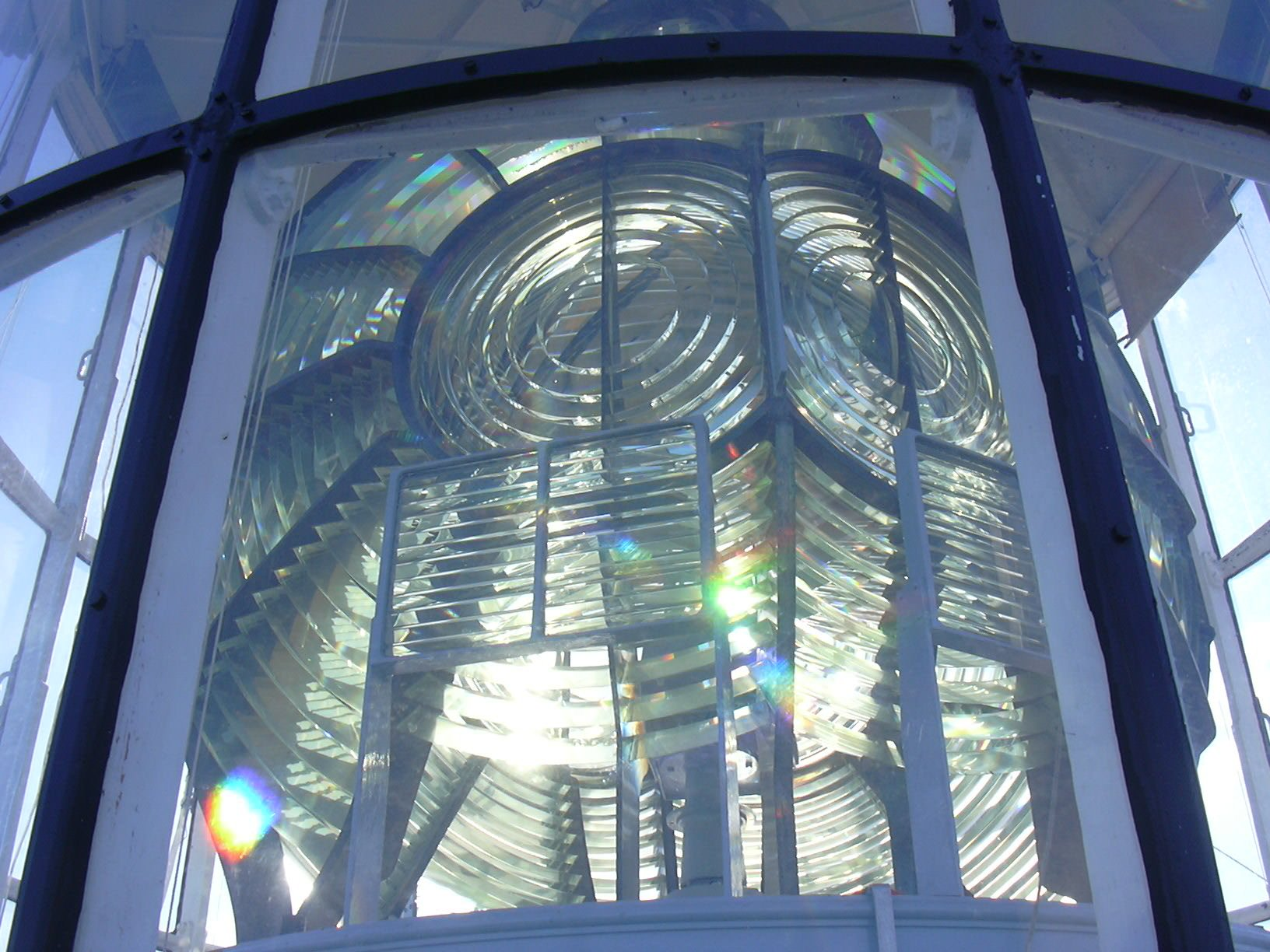
La lentille Fresnel.
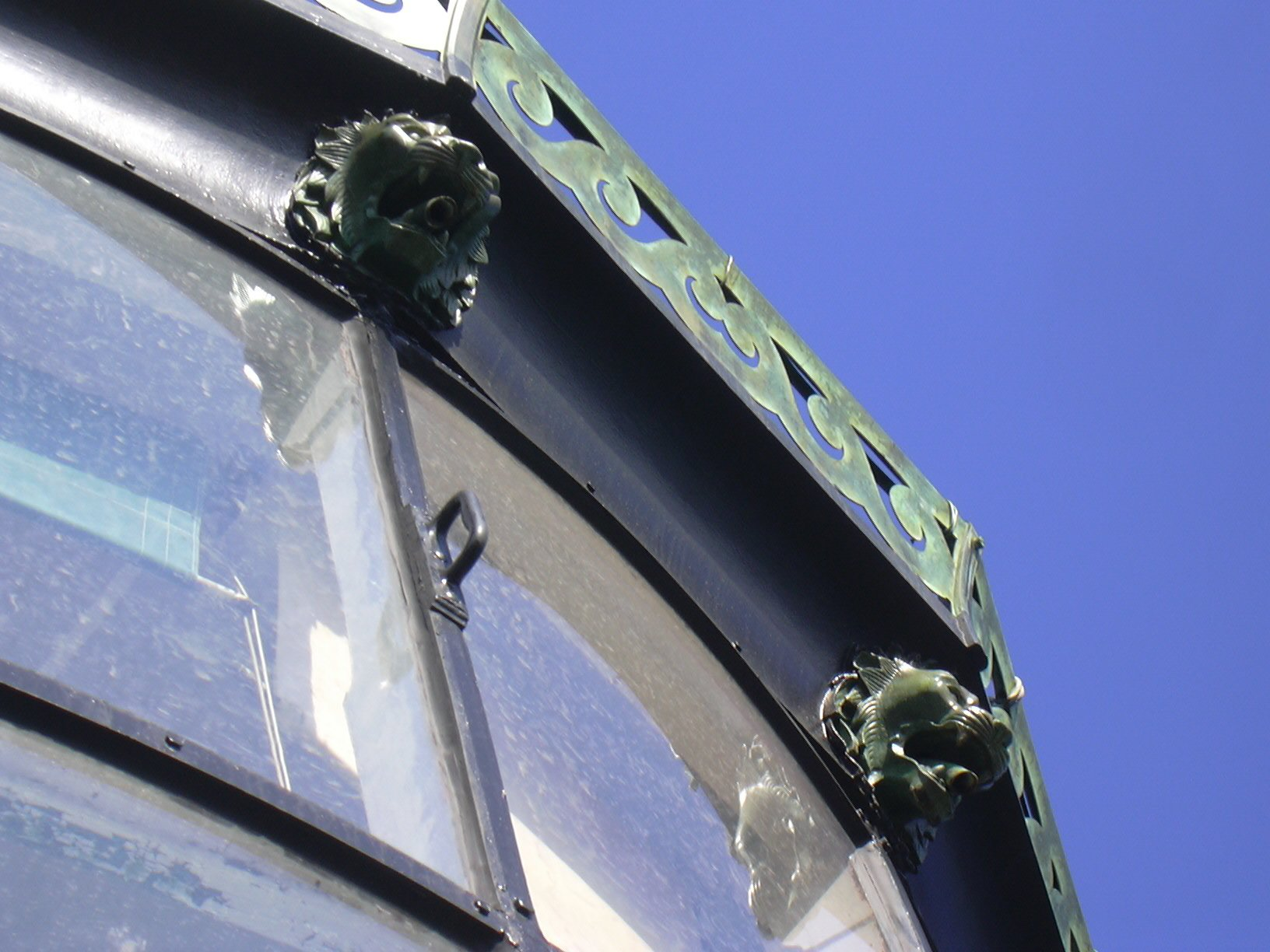
La frise décorée.